# Stora Ringsgöl
Stora Ringsgöl är en sjö i Västerviks kommun i Småland och ingår i Marströmmens huvudavrinningsområde.